# Fundação de Apoio ao Desenvolvimento Educacional de Montes Claros
A FUNADEM - Fundação de Apoio ao Desenvolvimento Educacional de Montes Claros controla o time brasileiro de voleibol masculino sediado na cidade de Montes Claros, no estado de Minas Gerais, que atua sob o nome fantasia de BMG/Montes Claros.

## História
Em junho de 2008, durante a despedida do jogador de vôlei Vitão seu pai, Felipe Oliveira, manifestou o desejo de ter o filho perto de sua família e para isso, seu sonho seria a criação de uma equipe de vôlei, na qual o filho pudesse dirigir ou mesmo jogar.
Naquela ocasião, Luiz Tadeu Leite, atual prefeito de Montes Claros, disse que, se fosse vencesse as eleições, iria apoiar o projeto.
Em 2009 veio a execução. A equipe, em fase de formação, recebeu o convite do presidente da CBV, Sr. Ary Graça, para disputar a Superliga 09/10.
A partir daí, a Prefeitura de Montes Claros reformou o Ginásio Poliesportivo Tancredo Neves, o segundo maior de Minas Gerais.
O Montes Claros/Funadem se tornava realidade com a contratação de jogadores experientes e talentosos, com a indicação criteriosa de Vitão, diretor da equipe.
O Montes Claros/Funadem, foi criado em julho de 2009. Sendo um dos projetos da Funadem - Fundação de Apoio ao Desenvolvimento Educacional de Montes Claros, fundação do Grupo ISEIB que desenvolve, desde 2003, projetos engajados com as questões sociais, educacionais e esportivas.
Em 2010 a equipe de vôlei recebeu apoio de patrocínios como o da Prefeitura Municipal de Montes Claros, Banco Bonsucesso, Coteminas, Supermercados BH, Lafarge, Transnorte e apoio da Unimed, Palimontes e Finta.
Após um novo acordo o Montes Claros/Funadem passou a se chamar Bonsucesso/Montes Claros.

### 2009: A nova força do vôlei brasileiro
A equipe começou sua trajetória vitoriosa ao se sagrar campeã no Circuito Internacional de Vôlei, realizado em agosto de 2009, em Montes Claros. A equipe venceu as três partidas disputadas com o Sada Cruzeiro e a Seleção da Argentina Sub-21.
Em outubro de 2009, o Montes Claros/Funadem, em sua primeira turnê internacional, conquistou o vice-campeonato da Copa Banco Província de Vôley, em Buenos Aires (Argentina). O torneio incluiu cinco jogos na Argentina, com um amistoso e mais quatro jogos com as participações do Drean/Bolívar, Boca Juniors e do SOS/Villa María.
Em seu retorno ao Brasil, o Montes Clatos/Funadem participou do Desafio Globo Minas, e novamente, sagrou-se campeão numa vitória de virada por três sets a um sobre o Sada Cruzeiro Vôlei.
A maior conquista aconteceu em novembro de 2009, quando o Montes Claros/Funadem venceu o Campeonato Mineiro de Voleibol contra o Cruzeiro e o Minas.
No mesmo ano o Montes Claros/Funadem disputou, pela primeira vez, a Superliga Brasileira de Voleibol, principal competição de vôlei do Brasil, sendo uma das três equipes representantes de Minas Gerais.

### 2010: Projeção nacional
O ano de 2010 começou mal para a equipe do Norte de Minas, mas após a má fase a equipe ainda conseguiu se classificar entre os três primeiros da Superliga.
Nos playoffs a equipe passou novamente por equipes tradicionais como o Brasil Vôlei Clube e o Sada Cruzeiro, que se tornou o maior rival da equipe de Montes Claros.
A final já havia sido um grande feito, mas a equipe não conseguiu coroar a temporada com o título nacional. Perdendo para a Cimed/Malwee, que no ano alcançou o recorde de títulos da liga.

### Recordes
- Fabrício Dias, o "Lorena", se tornou o maior pontuador da história da Superliga Masculina de Vôlei, em uma só temporada (2009-2010), com 699 pontos.
- A maior média de público da Superliga na temporada (2009-2010) foi do Bonsucesso/Montes Claros.

### Torcida
Os torcedores de Montes Claros foram um show à parte nos jogos da Superliga 09/10 realizados na cidade. A torcida fiel garantiu ao time a maior média de público na competição até o momento: 5.326 pessoas por jogo, lotando o Ginásio Poliesportivo Tancredo Neves .

## Títulos

### Internacionais
- Circuito Internacional de Volei: Campeão 2009
- Copa Província - Argentina: Vice-Campeão 2009

### Nacionais
- Superliga Brasileira de Voleibol: Vice-campeão 2009-2010

### Estaduais
- Campeonato Mineiro de Voleibol: Campeão 2009
- Desafio Globo Minas: Campeão 2009

## Elenco

### Temporada 2010/2011
Atletas selecionados para disputar a Superliga 2010/2011 pelo BMG/Montes Claros: